# Saint-Hilaire-Cottes
Saint-Hilaire-Cottes é uma comuna francesa na região administrativa de Altos da França, no departamento de Pas-de-Calais. Estende-se por uma área de 7,24 km². Em 2010 a comuna tinha 815 habitantes (densidade: 112,6 hab./km²).